# Alex Kidd in Miracle World
Alex Kidd in Miracle World (アレックスキッドのミラクルワールド?, Arekkusu Kiddo no Mirakuru Wārudo) è un videogioco a piattaforme sviluppato e pubblicato nel 1986 da SEGA per Sega Master System.
Considerato la risposta di SEGA alla serie Mario della Nintendo, è il primo titolo che vede come protagonista Alex Kidd, mascotte della società giapponese prima della creazione di Sonic the Hedgehog.
Il videogioco è stato distribuito per Wii tramite Virtual Console e per PlayStation 3 attraverso PlayStation Network.
All'evento Summer of Gaming di IGN viene annunciato un remake intitolato Alex Kidd in Miracle World DX previsto per PC, Nintendo Switch, PlayStation 4, PlayStation 5, Xbox One e Xbox Series X.

## Trama
La trama narra di Alex Kidd, un ragazzo che è alla ricerca di suo fratello Egle (qualche volta anche chiamato "Igul"), catturato dal malvagio "Janken the Great" ("Janken il Grande" - Janken è anche in rōmaji il nome per la morra cinese, che ha un ruolo importante nel gioco per sconfiggere i capi nemici). Durante il gioco Alex Kidd si trova a dover combattere contro molti mostri, tra cui tre tirapiedi di Janken che si rivelerà solo alla fine del gioco dopo sedici livelli.
Molti secoli or sono, viveva sul pianeta Aries un bimbo chiamato Alex Kidd. Visse per sette anni sul Monte Eterno applicandosi nell'arte della Shellcore, una disciplina che rende forti al punto di poter frantumare la roccia.
Un giorno Alex decise di lasciare il monte per raggiungere la sua patria spirituale. Nel corso del viaggio incontrò un vecchio morente che lo informò che la pacifica città di Radaxian era in serio pericolo. Prima di esalare l'ultimo respiro, l'uomo diede ad Alex un brandello di mappa ed un medaglione fatto con la Pietra del Sole.
Si scoprirà ben presto che chi sta minacciando la città di Radaxian è un tiranno chiamato Janken il Grande, imperatore del pianeta Janbarik, che vuole conquistare la Terra del Prodigi.

## Modalità di gioco
Come la maggior parte dei videogiochi degli anni 1980, Alex Kidd in Miracle World non aveva nessun sistema di salvataggio, non era disponibile né una batteria né un sistema a password per continuare dall'ultimo livello raggiunto, questo significa che ogni volta che Alex perdeva tutte le vite, il gioco era finito. Fortunatamente tutti i match contro i membri di Janken avevano una sequenza della morra cinese pre-impostata e quindi facile da ricordare senza perdere vite a ogni nuova partita. Questa sequenza comunque cambiava casualmente e irrimediabilmente appena si fosse perso (magari per distrazione) un round. In questo caso l'unico modo per giocare, senza basarsi esclusivamente sulla fortuna, era quello di prendere una delle due "Sfere telepatiche" che avrebbero informato sulla scelta fatta dall'avversario. Tuttavia anche con questo stratagemma non era certa la vittoria, infatti il nemico poteva cambiare all'ultimo secondo la scelta, rendendo difficile riflettere e scegliere la corretta risposta per vincere il match.
L'ultimo livello di questo gioco vede un'altra sorpresa. Per vincere infatti è necessario risolvere una specie di indovinello. Alex Kidd deve saltare sopra a delle caselle che si trovano sul pavimento, mettendole nell'ordine esatto. Sbagliando, appariranno dei fantasmi che uccideranno Alex Kidd, facendo quindi perdere una vita a ogni errore. Ogni casella è colorata e ha disegnato su di essa un simbolo, ci sono cinque caselle. La soluzione dell'indovinello consiste nel saltare sulle caselle nel seguente ordine: Sole, Mare, Luna, Stella, Sole, Luna, Mare, Pesce, Stella, Pesce. L'ordine delle caselle non è casuale, ma è l'ordine che hanno durante l'apparizione nel gioco, di conseguenza se non si fosse stati già a conoscenza della soluzione sarebbe stato necessario recuperare la lettera di Nibana nel castello blu (quello in cui si libera Egle, il fratello di Alex) e portarla al re del regno di Nibana (castello giallo), in questo modo, egli consegnerà ad Alex una lastra di pietra, visualizzabile, che contiene la sequenza corretta delle mattonelle su cui saltare.
La stele va letta dall'alto verso il basso, da destra verso sinistra. Il gioco contiene una caratteristica non documentata tramite la quale un giocatore, dopo aver perso, può continuare a giocare ottenendo tre vite a partire dal livello in cui è stato sconfitto. Per questo era necessario mantenere premuto il pulsante di direzione verso l'alto e premere velocemente il bottone 2 durante la schermata di "Game Over". Se il giocatore aveva almeno monete per un valore di 400, nella valuta del gioco, questi venivano detratti e in cambio il gioco veniva ripreso.

### La morra cinese
Un aspetto singolare di questo gioco è stato l'utilizzo della morra cinese ("Sasso, carta, forbici") all'interno del gioco per la sconfitta degli scagnozzi di Janken. Al posto dei tipici combattimenti fisici a pugni (che invece sono utilizzati durante il gioco) per sconfiggere i tre tirapiedi di Janken non era quindi necessaria nessuna abilità di gioco. Questo significa che per passare al livello successivo di una partita si verificava una possibilità del 50% di perdere una vita (in una partita corretta di morra cinese i contendenti hanno la stessa probabilità di vincere). Inoltre dopo la fine del gioco, tutti e tre i tirapiedi di Janken ritornano e dopo averli sconfitti nuovamente alla morra cinese, è anche necessario sconfiggerli in un combattimento più tradizionale colpendoli a pugni.
Il primo scagnozzo di Janken "stone head" (Parplin) ha come prime due mosse "forbici" e "carta" e quindi Alex dovrebbe nella prima mano pensare sasso" e nella seconda "forbici". Il secondo scagnozzo "scissor head" (Chokkinna) ha come prime due mosse "carta" e "sasso" e quindi Alex per sconfiggerlo deve pensare "forbici" e "carta". Il terzo scagnozzo "paper head" (Gooseka) ha come mosse "forbici" e "carta" per sconfiggerlo Alex deve pensare nella prima mano "sasso" e nella seconda "forbici". Per sconfiggere i tre scagnozzi nella successiva mano, perché nel gioco si ripresentano tutti e tre, nel primo, "stone head", bisogna che Alex pensi per entrambe le mani "carta"; per quanto riguarda "scissor head" deve pensare per le due mani di gioco "sasso" e per "paper head" per sconfiggerlo nuovamente deve pensare nel primo round "sasso" e nel secondo "forbici". Per sconfiggere alla fine il Boss "Janken" Alex deve pensare per tutt'e due le volte "carta".

### Personaggi
- Alex Kidd (protagonista)
- Egle (fratello gemello di Alex)[11]
- Re del Tuono (padre di Alex)
- Patricia (madre di Alex)
- Santone Nurari (saggio che aiuta e guida Alex)
- Principessa Lora (la ragazza di Egle)
- Re di Stone (re di Nibana, amico di Alex)
- Janken in Grande (il boss nemico, imperatore di Janbarik)
- Parplin (tirapiede di Janken mano)
- Chokkinna (tirapiede di Janken forbice)
- Gooseka (tirapiede di Janken pugno)

## Versioni del gioco
Alex Kidd in Miracle World era stato inizialmente disponibile come cartuccia. Dal 1990 in poi, il gioco era stato integrato all'interno di alcune versioni del Sega Master System direttamente memorizzato nell'hardware interno, comprese le versioni US (americana) e EU (europea) del Master System 2, e qualche versione EU del Master System 1. La versione built-in (ossia incorporata) del gioco è leggermente diversa dalla versione in cassette. La differenza si può notare nella mappa che appare sullo schermo quando si cambia livello. Nella versione originale, a cassetta, Alex Kidd mangia un onigiri; nella versione integrata, Alex mangia un hamburger.
La differenza maggiore è comunque inserita in una modifica del funzionamento del dispositivo di input che nella versione a cassette utilizzava il bottone 2 per dare i pugni e il bottone 1 per saltare. Questa configurazione era fastidiosa e innaturale per la maggior parte delle persone e nella versione integrata i controlli sono stati invertiti. Ci sono state anche false voci che parlavano di una versione in cui Alex avrebbe bevuto una birra scura durante la schermata di caricamento del gioco. Alcuni hanno ipotizzato che questo sia stato solo un mito, probabilmente dovuto al fatto che, alcuni occidentali, non sapendo cosa sia una palla-di-riso, l'abbiano scambiata per una birra.

## Sequel
Visto il buon successo riscontrato con il primo capitolo, furono realizzati diversi seguiti per Sega Master System ed altre console.
Il primo di questi è Alex Kidd: The Lost Stars, uscito inizialmente per i sistemi arcade nel 1986 e successivamente convertito su Sega Master System nel 1988. Presenta alcune differenze nello stile di gioco, che però non subisce cambiamenti radicali. Un anno dopo, nel 1987, uscì Alex Kidd BMX Trial per Master System, ovvero l'unico videogioco di guida della serie.
Nello stesso anno vide la luce anche Alex Kidd in High-Tech World, un altro titolo a piattaforme per Master System. Due anni dopo arrivò anche Alex Kidd in the Enchanted Castle per Sega Mega Drive, anche questo sempre a piattaforme. L'ultimo gioco della saga invece è Alex Kidd in Shinobi World, reso disponibile nel 1990 e che mischia gli elementi di gioco con quelli di un'altra popolare saga, quella di Shinobi.